# Добив на руди на цветни метали
Добивът на руди на цветни метали е отрасъл на добива на метални руди в Статистическата класификация на икономическите дейности за Европейската общност.
Добивът се извършва в открити или подземни мини, като секторът включва и първичната обработка на добития материал – раздробяване, промиване, изсушаване, синтероване, калциниране, сепарация, флотация. Той обхваща добива на руди на манган, мед, олово, цинк, алуминий, хром, никел, калай, кобалт, молибден, тантал, ванадий и други, както и на благородни метали – злато, сребро и платина.
В България над 85% от производството в сектора е концентрирано в три големи предприятия – „Елаците – Мед“ (Мирково, Пирдопско), „Дънди Прешъс Металс Челопеч“ (Челопеч, Пирдопско) и „Асарел-Медет“ (Панагюрище).